# كريل متميز
كريل متميز (الاسم العلمي: Euphausia distinguenda) هو نوع من المفصليات يتبع جنس الكريل من الفصيلة الكريلية.